# Desiderio Scaglia

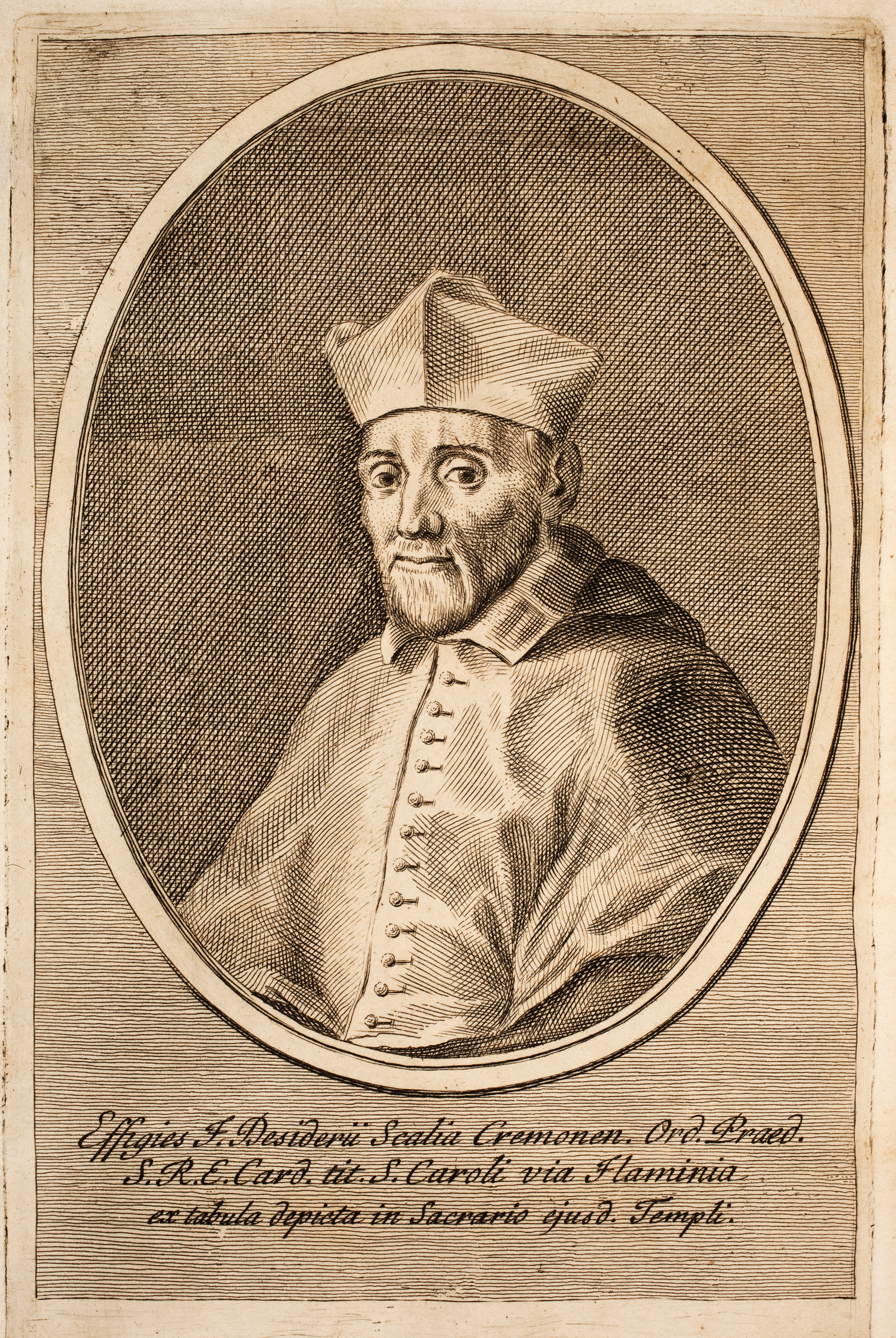
Posthumes Porträt von Kardinal Scaglia, ein Werk von 1778, in der Peace Palace Library in Den Haag

Desiderio Scaglia OP (ursprünglich Giovanni Battista Scaglia; * 26. September 1568 in Brescia; † 21. August 1639 in Rom) war ein italienischer römisch-katholischer Bischof und Kardinal.

## Leben
Er wurde in eine Familie geboren, die ursprünglich aus Cremona stammte. Tatsächlich mussten sein Vater Giovanni Paolo und seine Frau Maria Cremona nach einem Streit kurz vor der Geburt ihres Sohnes in Richtung Brescia verlassen. Er wurde am 26. September 1568 in der Kirche von San Clemente auf den Namen Giovanni Battista getauft. Er hatte eine Schwester namens Innocenza, Mutter des Dominikaners und Bischofs von Alessandria, Deodato Scaglia.
Desiderio Scaglia trat 1584 in den Konvent San Domenico des Dominikanerordens in Cremona ein. Mit dem Gelübde nahm er den Ordensnamen Desiderio an. Später residierte er bis 1592 in Brescia. Von 1595 bis 1596 absolvierte er sein Studium am Dominikaner-Studienhaus in Bologna, danach lehrte er Theologie in Cremona und anderen Städten der Lombardei. Er erwarb sich einen großen Ruf als Theologe und wurde während des Pontifikats von Papst Clemens VIII. zum Inquisitor in den Diözesen Pavia, Cremona und Mailand ernannt.

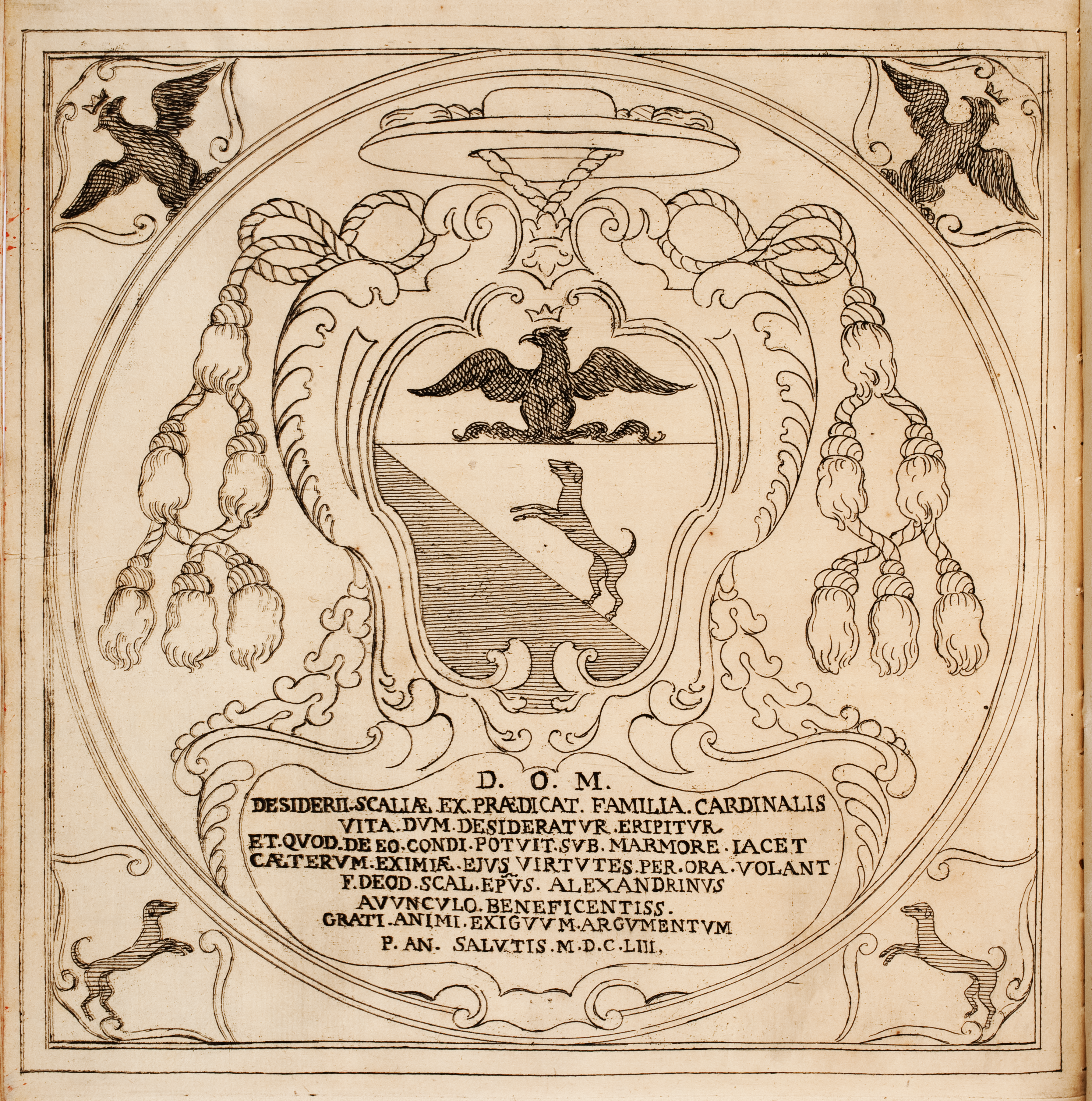
Gedenktafel von Desiderio Scaglia, die 1653 von seinem Neffen Deodato Scaglia, Bischof der Diözese Alessandria gestiftet wurde.

Er wurde als Beauftragter des Heiligen Offiziums nach Rom berufen, wo er für die Leitung der Prüfungen und die Kontrolle der Bücher zuständig war. Scaglia war der Autor eines Handbuchs für Inquisitoren in italienischer Sprache mit dem Titel Prattica per procedere nelle cause del S. Offizio o Relatione copiosa di tutte le materie spettanti al tribunale del S. Officio, das als Manuskript erhalten blieb. In dem Handbuch veranschaulichte er einige Methoden des Verhörs unter Folter, erläuterte aber auch gemäßigte Thesen und Neuerungen wie den Bedarf an materiellen Beweisen in Fällen von Hexerei. Während seiner Amtszeit sah er sich mit Prozessen gegen Tommaso Campanella, Marcantonio de Dominis, Cyril Lucaris und Galileo Galilei konfrontiert.
Papst Paul V. erhob ihn im Konsistorium vom 11. Januar 1621 zur Würde eines Kardinals. Nach der Teilnahme am Konklave von 1621, in dem Papst Gregor XV. gewählt wurde, erhielt er am 3. März desselben Jahres als Kardinalpriester die Titelkirche von San Clemente.
Zwei Wochen später, am 17. März, wurde er zum Bischof von Melfi und Rapolla erwählt. Die Bischofsweihe spendete ihm am 16. Mai desselben Jahres in der Basilika Santa Maria Maggiore Kardinal Giovanni Battista Leni; Mitkonsekratoren waren Giovanni Luigi Pasolini, Bischof von Segni, und Fabrizio Landriani, Bischof von Pavia.
Am 14. November 1622 wurde Kardinal Scaglia in die Diözese Como versetzt. Er nahm am Konklave von 1623 teil, in dem Papst Urban VIII. gewählt wurde.
Am 7. Januar 1626 gab er seine Diözese auf und am 9. Februar desselben Jahres entschied er sich für den Kardinalstitel Santi XII Apostoli, den er bis zum 6. Oktober 1627 innehatte, als er sich für den Titel San Carlo al Corso entschied. Im Jahr 1632 war er Kämmerer des Heiligen Kardinalskollegiums.
Der Kardinal starb am 21. August 1639 und wurde in der Basilika Santi Ambrogio e Carlo al Corso begraben.
Desiderio Scaglia war ein großer Sammler von Kunstwerken und schätzte die heilige Poesie, inspiriert von Giambattista Marino. Er schrieb ein geistliches Idyll mit dem Titel Affetto estatico alle Stigmati di san Francesco, das in die Anthologie von Silvestro da Poppi Sette canzoni di sette autori famosi in lode del Serafico Padre S. Francesco, gedruckt in Florenz im Jahr 1606, aufgenommen wurde.